# エイプリル・ロス
エイプリル・ロス（April Ross、女性、1982年6月20日 - ）は、アメリカ合衆国のプロビーチバレーボール選手である。ロンドンオリンピック・ビーチバレー競技銀メダリスト。

## 高校まで
エイプリルは1982年にグレン・ロスとマージー夫妻の元にカリフォルニア州コスタメサで誕生した。妹が一人おり四人家族である。
ニューポートビーチで育ち、高校は地元のニューポートハーバー高校（英語版）に入学した。高校時代は陸上競技の優秀選手であり、加えてインドアバレーボールでもスター選手であった。そしてついには国内有数の高校バレーボール選手となっていく。最終学年時にはGatorade Player of the Year awards（英語版）を受章し、カリフォルニア州高校スポーツ連盟（英語版）の年間優秀選手に二年連続で獲得している。同シーズンにはアタック決定本数624本とディグ526本をマークした。エイプリルは高校チームだけでなくオレンジ郡バレーボールクラブというクラブチームでも5年間プレーしており、合衆国ジュニア代表にも選出されている。

## 大学
エイプリルは南カリフォルニア大学に進学するや、1年次からトロージャンズをNCAAのファイナル4に導くなど大きな活躍をみせ、同シーズンのPac-10優秀新人賞（Freshman of the year）、全米優秀新人賞、Pac-10ファーストチーム選出、AVCAセコンドチーム選出などの賞を総なめにした。
2年次の2001年シーズンにはオールアメリカンセコンドチームに選出され、Pac-10でアタック決定本数4位、合計得点6位、ディグ7位の好成績を残した。トロージャンズはNCAA地区決勝まで歩を進めたが、エイプリルは試合中に足首を捻挫して戦線離脱を余儀なくされた。
エイプリルが3・4年次の2シーズン、トロージャンズは連続でNCAA選手権のタイトルを手中にした。2002年にはオールアメリカン・ファーストチームメンバーに選出され、NCAA決勝ではシーズン全勝であったスタンフォード大学カーディナルに土をつけた。2003年には再びオールアメリカン・ファーストチームメンバーに選出され、シーズン無敗で迎えたNCAA決勝戦でフロリダ大学に勝利した。この試合でエイプリルはアタック決定14本とディグ19本をあげて勝利に貢献した。
エイプリルは大学時代通算で、トロージャンズ歴代選手たちの中で8カテゴリーにおいてトップ6以内にランキングされている。すなわち(1)総得点1430点および(2)1試合あたりの得点（1位）、(3)サービスエース合計161点（2位）(4)一試合当たりのサービスエース得点率0.38（2位）、(5)アタック本数 3,859本（4位）などなどである。

## プロ選手
2006年からビーチバレーボールに参戦。2008年にはジェニファー・ケッシー（英語版）とペアを組み、スウォッチFIVBビーチバレーボール・ワールドツアーにおいて、コノコフィリップスグランドスラム（開催地:スタヴァンゲル）3位入賞、ドバイ・オープン準優勝、プーケット・タイオープン優勝などの戦績を残し、MOP（Most Outstanding Player＝最も傑出した選手）に選出された。同年9月7日カリフォルニア州サンタバーバラで行われたAVPツアーにおいて、ケッシー・ロス組は当時世界No.1ペアであったミスティ・メイトレーナー・ケリー・ウォルシュ組に番狂わせを演じた。翌2009年7月4日、ケッシー・ロス組はノルウェースタヴァンゲルで行われた世界選手権において、ブラジルのフェリスベルタ（英語版）・フランカ（英語版）組に勝利して世界選手権者に輝いた。
2012年4月現在、エイプリルはAVPツアーで8勝、FIVBワールドツアーで9勝をあげ、生涯獲得賞金は937,813ドルである。2012年のロンドンオリンピックでは、同胞のメイトレーナー・ウォルシュ・ジェニングス組と決勝で見え、ストレート（16-21, 16-21）で敗れはしたものの銀メダルの栄に浴した。2013年6月26日、エイプリルはウォルシュ・ジェニングスとペアを組み、2016年リオデジャネイロオリンピックを目指すと発表した。

### 受賞歴
- 2006年 - AVP年間新人賞（ルーキー・オブ・ザ・イヤー）
- 2007年 - FIVB優秀新人賞（トップ・ルーキー）
- 2007年 - Most Improved Player

## 所属クラブ
- Leonas de Ponce（英語版）（インドア・2004-2006年）